# Escuadrón 142
L'Escuadrón 142 è uno squadrone dell'Ejército del Aire y del Espacio spagnolo appartenente al Ala 14 (14° Stormo) con sede presso la base aerea di Los Llanos, nella città spagnola di Albacete.

## Storia
Lo squadrone venne formato il 1 aprile 1980 quando i nuovi Dassault Mirage F1 arrivarono alla base aerea di Los Llanos. Nel 2011 iniziò la conversione all’Eurofighter Typhoon, divenuto pienamente operativo nel 2013.
Dal 1986 è membro a pieno titolo della NATO Tiger Community, anno in cui prese parte per la prima volta al Tiger Meet di Cambrai.
La sua missione è intercettare cacciabombardieri con tempo sereno, oltre ad essere stato responsabile della conversione al Mirage F-1 e successivamente all'Eurofighter Typhoon e dell'addestramento dei suoi piloti.
È uno dei due squadroni che compongono l'Ala 14, ovvero il 14º Stormo, insieme al 141º squadrone. I suoi membri sono colloquialmente soprannominati "tigres" dal nome dell'animale raffigurato sul loro stemma.

## Aeromobili utilizzati
- Mirage F1
- Eurofighter Typhoon